# Biodizel
Biodizel je općenito naziv za gorivo dobiveno iz bioloških izvora koje se može koristiti u nemodificiranim dizelskim motorima umjesto uobičajenog plinskog ulja. Biodizel je ustvari komercijalni naziv za metil-ester, koji se nalazi na tržištu tekućih goriva i prodaje krajnim korisnicima. To je standardizirano tekuće nemineralno gorivo, neotrovno, biorazgradivo i nadomjestak za fosilno gorivo (dizel). Metil-ester (ME) je kemijski spoj dobiven reakcijom (transesterifikacija) biljnog ulja (uljana repica, suncokret, soja, palma, ricinus itd.) ili životinjske masti, s metanolom, u prisutnosti katalizatora.
Biodizel se najčešće dobiva iz biljnih ulja transesterifikacijom triglicerida. Pri tome zamjenom glicerola metanolom od jedne molekule triglicerida nastaju tri molekule monoalkilnih estera pa su zbog smanjenja molekulske mase fizička svojstva biodizela pogodna za korištenje u nemodificiranim motorima. Može se proizvoditi iz biljnih ulja, recikliranog otpadnog jestivog ulja ili životinjske masti, procesom transesterifikacije, pri čemu kao sporedni proizvod nastaje glicerol. Izbor osnovne sirovine za dobivanje biodizela zavisi od odgovarajućih uvjeta i prilika, pa se u Europi se za proizvodnju biodizela najviše koristi ulje uljane repice (82,8 %) i ulje suncokreta (12,5 %), dok se u Americi najviše koristi ulje soje, a u azijskim zemljama se koristi i palmino ulje.
Treba napomenuti da biodizel nije isto što i biljna ulja, koja se koriste u nekim dizel vozilima (sama ili pomiješana s fosilnim dizel gorivima).

## Mješavine biodizela
Biodizel se često miješa s običnim dizelskim fosilnim gorivima. Kada je mješavina u postocima od 20 % biodizela i 80 % normalnog fosilnog dizela, onda se to zove mješavina B20. Neki ljudi pogrešno vjeruju da je ta mješavina zapravo čisti biodizel. Najčešće mješavine biodizela su:
- B100 je čisti biodizel;
- B20 je mješavina od 20 % biodizela i 80 % normalnog fosilnog dizela;
- B5 je mješavina od 5 % biodizela i 95 % normalnog fosilnog dizela;
- B2 je mješavina od 2 % biodizela i 98 % normalnog fosilnog dizela;

Mješavine do 20 % biodizela se mogu koristiti bez ikakvih, ili samo s malim izmjenama na postojećim dizelskim motorima, iako se neki proizvođači motora ograđuju od toga. Za korištenje B100 ipak su potrebne odgovarajuće preinake motora: 
- plastika kao što je polietilen visoke gustoće (HDPE) je prikladan za rad s biodizelom, ali polivinil klorid (PVC) se polako razgrađuje. Polistiren se razgrađuje u dodiru s biodizelom.
- bakreni materijali (mjed, bronca) su osjetljivi na biodizel, kao i cink, kositar, olovo i ljevano željezo. Od nehrđajućih čelika, legure SS 316 i SS 304 su najotpornije, kao i aluminij.
- biodizel reagira i s prirodnom gumom ili kaučukom, koji se može naći kod starijih automobila. Studije su pokazale da i elastomeri na bazi fluora su osjetljivi na biodizel. Sintetičke gume, koje se koriste u novijim tipovima automobile, kao što su FKM, GBL-S i FKM- GF-S, su otporni na biodizel, u svim uvjetima.

## Prednosti i nedostatci biodizela
Prednosti biodizela su:
- osim što je po svojim energetskim sposobnostima jednak običnom fosilnom dizelu, ima puno bolju mazivost, pa značajno produžava radno trajanje motora;
- najvažnije su njegove osobine vezane uz smanjenje onečišćenja okoliša (prilikom rada motora, na ispušnoj cijevi se oslobađa čak 10 % kisika i smanjuje emisiju ugljikovog dioksida). Biodizel je biorazgradiv, nije otrovan i tipično proizvodi oko 60 % manje emisije ugljikovog dioksida gledajući cijeli životni vijek. To je zato što prilikom rasta biljke uzimaju iz atmosfere određeni dio ugljikovog dioksida u procesu fotosinteze;
- biodizelska goriva ne sadrže sumpor, ni teške metale (olovo), koji su glavni onečišćivači zraka prilikom uporabe dizela dobivenog iz nafte;
- pretvara NOx u bezopasni dušik;
- moguća je proizvodnja u kućnoj radinosti;[3][4]
- viši cetanski broj, što znači lakšu zapaljivost od fosilnog dizela;
- transport biodizela gotovo je potpuno neopasan za okoliš, jer se dospjevši u tlo razgradi nakon 28 dana. Ako nafta tijekom manipulacije ili transporta dospije u vodu, jedna litra zagadi gotovo milijun litara vode, dok kod biodizela takvo zagađenje ne postoji, jer se on u vodi potpuno razgradi već nakon nekoliko dana;
- biodizel je obnovljivi izvor energije, koji se može proizvoditi od algi, biljnog ulja, životinjskih masnoća ili iz recikliranih restoranskih masnoća;
- biodizel ima znatno višu točku zapaljivosti od običnih dizela (iznad 160 °C). To znači da je rizik od zapaljenja prilikom prijevoza, skladištenja i upotrebe znatno manji nego kod običnih dizel goriva.
- pri proizvodnji biodizela iz uljane repice, nastaje čitav niz veoma profitabilnih nusprodukata, poput pogače ili sačme, koja je visokovrijedan proteinski dodatak stočnoj hrani. Dobivamo i glicerol, koji se koristi kao sirovina u kozmetičkoj i farmaceutskoj industriji. Na kraju tehnološkog procesa, kao nusprodukt se dobiva i uljni mulj, koji se koristi kao visokokvalitetno gnojivo za povrtne kulture u ekološkoj poljoprivredi;
- biodizel je pokazao da ima karakteristike slične fosilnim dizel gorivima u više od 50 milijuna cestovnih kilometara, u gotovo svim tipovima vozila, bezbrojnim off-road kilometrima i bezbrojnim satima pogona plovila.
- biodizel ima smanjeni nivo emisije poliaromatskih ugljikovodika ili PAH (engl. polycyclic aromatic hydrocarbons) i nitro-poliaromatskih ugljikovodika, koji su identificirani kao tvari koje potencijalno uzrokuju rak.

Nedostaci biodizela su:
- postoji mogućnost začepljenja injektora na dizelskom motoru;
- miris prženog ulja iz ispuha;
- visoka viskoznost;
- energetska vrijednost: 37,2 MJ/l (nafta 42, MJ/l ), što znači i veća potrošnja, jer je energetska vrijednost biodizela oko 90 % energetske vrijednosti običnog fosilnog dizela;
- biodizel je općenito skuplji za kupiti od normalnih fosilnih dizel goriva, ali ta bi razlika mogla nestati zbog ekonomije veličine, rastućih cijena goriva i poreznih poticaja od strane država. U Njemačkoj je na primjer biodizel općenito jeftiniji od normalnog dizela na benzinskim postajama koje prodaju oba goriva;
- ako će se koristiti deforestacija šuma i monokulturne poljoprivredne tehnike, biodizel bi mogao postati ozbiljna prijetnja prirodnom okolišu;
- kukuruz je glavna sirovina za trenutnu masovnu proizvodnju biogoriva poput biodizela i bioetanola. Kukuruz koji je prije bio namijenjen za proizvodnju hrane, sada kupuju proizvođači biogoriva koji su spremni platiti veću cijenu od proizvođača hrane, pa na kraju i cijene hrane rastu;[5]

## Povijest biodizela
Transesterifikaciju biljnog ulja prvi put su izveli 1853. znanstvenici E.Duffy i J.Patrick puno ranije od nastanka prvog funkcionalnog dizel motora. Rudolf Diesel svoj je prvi čelični, trimetarski, jednocilindrični motor sa zamašnjakom, upogonio ničim drugim, nego uljem kikirikija 10. kolovoza 1893. u Augsburgu u Njemačkoj. Za uspomenu na taj dogođaj 10.kolovoza je proglašen za "Međunarodni dan biodizela". U svom govoru 1912., Rudolf Diesel je napomenuo da je korištenje jestivog ulja za dizelske motore možda beznačajno za to vrijeme, ali da će doći vrijeme kada će jestivo ulje kao gorivo biti iste važnosti kao i nafta.
Prije i za vrijeme Drugog svjetskog rata zabilježena su testiranja biogoriva u Belgiji, Francuskoj, Italiji, Velikoj Britaniji, Portugalu, Njemačkoj, Brazilu, Argentini, Japanu i Kini. Primjećeni su problemi s viskoznošću (gustoćom) biodizela u radu motora. G. Chavanne je na Sveučilištu u Bruxellesu, 31. kolovoza 1937. patentirao “Postupak za pretvorbu jestivog ulja za gorivo motora (fr. "Procédé de Transformation d’Huiles Végétales en Vue de Leur Utilisation comme Carburants" - Belgian Patent 422 877). Tim postupkom je opisana transesterifikacija jestivog ulja korištenjem metanola, da bi se odvojio glicerol i zamijenio s kratkim bazama alkohola. To je bio prvi zapis što se danas podrazumijeva pod proizvodnjom biodizela.
Godine 1977. brazilski znanstvenik Expedito Parente je izumio industrijski postupak za dobivanje biodizela. Danas brazilski znanstvenici rade na proizvodnji biopetroleja (biokerozin). Godine 1979. nastavila su se proučavanja u Južnoafričkoj Republici na korištenju suncokretovog ulja za dobivanje biodizela. U Australiji je 1989. otvoreno prvo postrojenje koje je koristilo 30 000 tona uljene repice za dobivanje biodizela.

## Prinosi raznih kultura za biodizel
Biodizel se može proizvoditi iz biljnih ulja, recikliranog otpadnog jestivog ulja ili životinjske masti, procesom transesterifikacije, pri čemu kao sporedni proizvod nastaje glicerol. Izbor osnovne sirovine za dobivanje biodizela zavisi od odgovarajućih uvjeta i prilika, pa se u Europi se za proizvodnju biodizela najviše koristi ulje uljane repice (82,8 %) i ulje suncokreta (12,5 %), dok se u Americi najviše koristi ulje soje, a u azijskim zemljama se koristi i palmino ulje.
| Kultura                                     | Prinos  | Prinos            |
| Kultura                                     | L/ha    | SAD galon /acre   |
| ------------------------------------------- | ------- | ----------------- |
| Alge                                        | ~ 3 000 | ~300, 1500 - 3000 |
| Kineska lojna biljka (lat. Sapium sebifera) | 907     | 97                |
| Palmino ulje                                | 4752    | 508               |
| Kokosovo ulje                               | 2151    | 230               |
| Ulje uljane repice                          | 954     | 102               |
| Sojino ulje                                 | 554-922 | 59.2-98.6         |
| Kikiriki ulje                               | 842     | 90                |
| Suncokretovo ulje                           | 767     | 82                |
| Konopljino ulje                             | 242     | 26                |

Proizvodnja biogoriva iz algi ima mnoge prednosti koje taj postupak čine gotovo savršenim izvorom goriva. Alge rastu 50 do 100 puta brže od tradicionalnih kultura za proizvodnju biogoriva. Dodatna velika prednost je to što su alge jednostanični organizmi koji ne zahtijevaju svježu pitku i zemljište da bi rasli, a to znatno pojednostavnjuje proizvodnju. Prema nekim stručnjacima proizvodnja goriva iz algi je najbolja zamjena fosilnim gorivima i uz dobru podršku, ta bi biogoriva u budućnosti mogla u potpunosti izbaciti fosilna goriva iz upotrebe.
Jatrofa je biljka koja uglavnom raste u Brazilu (ali i na Filipinima, Maliju i Indiji), a prinos se procjenjuje na oko 1500 do 2000 litara biodizela po hektaru. Prinos ipak dosta ovisi o klimatskim prilikama i vrsti zemlje.

## Kontroverzije
Ograničenost mogućnosti proizvodnje biodizela dovodi u pitanje njegovu očekivanu upotrebu u ne tako dalekoj budućnosti. Osnovni problem se sastoji u malenoj efikasnosti proizvodnih pogona i motora koji trebaju koristiti biodizel. Kada bi se danas sveukupne poljoprivredne površine SAD-a koristile za proizvodnju ovog goriva zadovoljilo bi se samo 16 % američkih potreba za gorivom . Ta činjenica stavlja pod veliki upitnik budućnost korištenja biodizela, kao i istinitost kampanje vođene već desetak godina u njegovu korist.

## Biodizel u Hrvatskoj
U Hrvatskoj trenutno posluju biodizel tvornice "Europa Mil - Biogoriva" u Vukovaru kapaciteta 40.000 tona godišnje, te "Modibit" u Ozlju kapaciteta 20.000 tona godišnje, te jedan proizvođač biodizel tehnologije "Interplast" iz Sesveta.

### Biodizel od morske plastike
Količina morskog otpada svako ljeto raste za čak 40 posto zbog povećanog turizma. Godine 2019. izbio je plastični otpad u morima u prvi plan kada je riječ o zaštiti okoliša. Znanstvenici iz Hrvatske i Italije razvili su model u kojem se morski otpad pretvara u biogorivo biodizel. To je Projekt MarGnet. Sprovodi ga se na Lošinju. U ovom projektu biološke sastavnice neće se morati čistiti iz morskog otpada. Aditive će se dodavati zbog učinkovitosti i ISO standarda. Napravljen je prototip koji radi na načelu pirolize na niskim temperaturama koja topi plastiku - i razgrađuje je u goriva. Ovim uređajem se dobije 20 do 30 litara biodizela od 100 kg otpada.